# 동티모르 축구 연맹
동티모르 축구 연맹(포르투갈어: Federação de Futebol de Timor-Leste)은 동티모르의 축구 협회이다. 국제축구연맹(FIFA)과 아시아 축구 연맹(AFC)에 가입되어 있다. 동티모르 슈퍼 리가, 동티모르 축구 국가대표팀 등을 관리한다.

## 같이 보기
- 아시아 축구 연맹
- 아세안 축구 연맹
- 동티모르 축구 국가대표팀
- 동티모르 여자 축구 국가대표팀
- 동티모르 슈퍼 리가